# Mundo perdido (género)

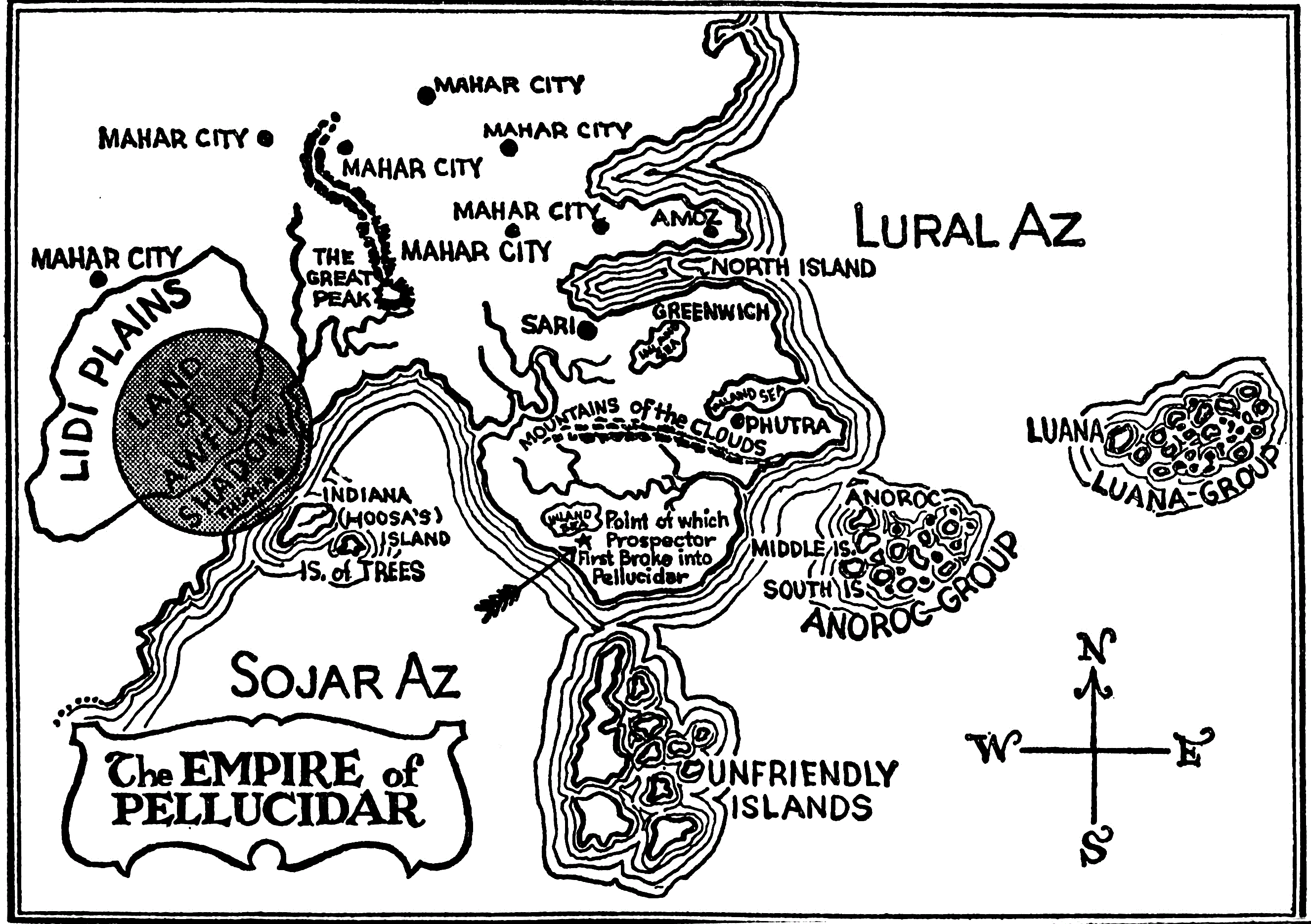
Mapa de Pellucidar, uno de los mundos perdidos creado por Edgar Rice Burroughs

El Mundo Perdido es un subgénero de los géneros de fantasía o ciencia ficción que implica el descubrimiento de un nuevo mundo fuera de tiempo, lugar, o ambos. Comenzó como un subgénero de la aventura romántica Victoriana tardía y sigue siendo popular en el siglo XXI.
El género surgió durante una época en que se estaban descubriendo los fascinantes restos de civilizaciones perdidas en todo el mundo, como las tumbas del Valle de los Reyes en Egipto, la fortaleza semi-mítica de Troya, las pirámides mayas cubiertas por la selva, o las ciudades y palacios del imperio de Asiria. Por lo tanto, las historias reales de los hallazgos arqueológicos de aventureros imperiales lograron capturar la imaginación del público. Entre 1871 y la Primera Guerra Mundial, el número de relatos publicados de mundos perdidos, ambientados en todos los continentes, aumentó drásticamente.
El género tiene temas similares a los "reinos míticos", como El Dorado. Un tema bastante explorado en obras de mundos perdidos es la presencia de dinosaurios, criaturas consideradas extintas o fantásticas.

## Historia

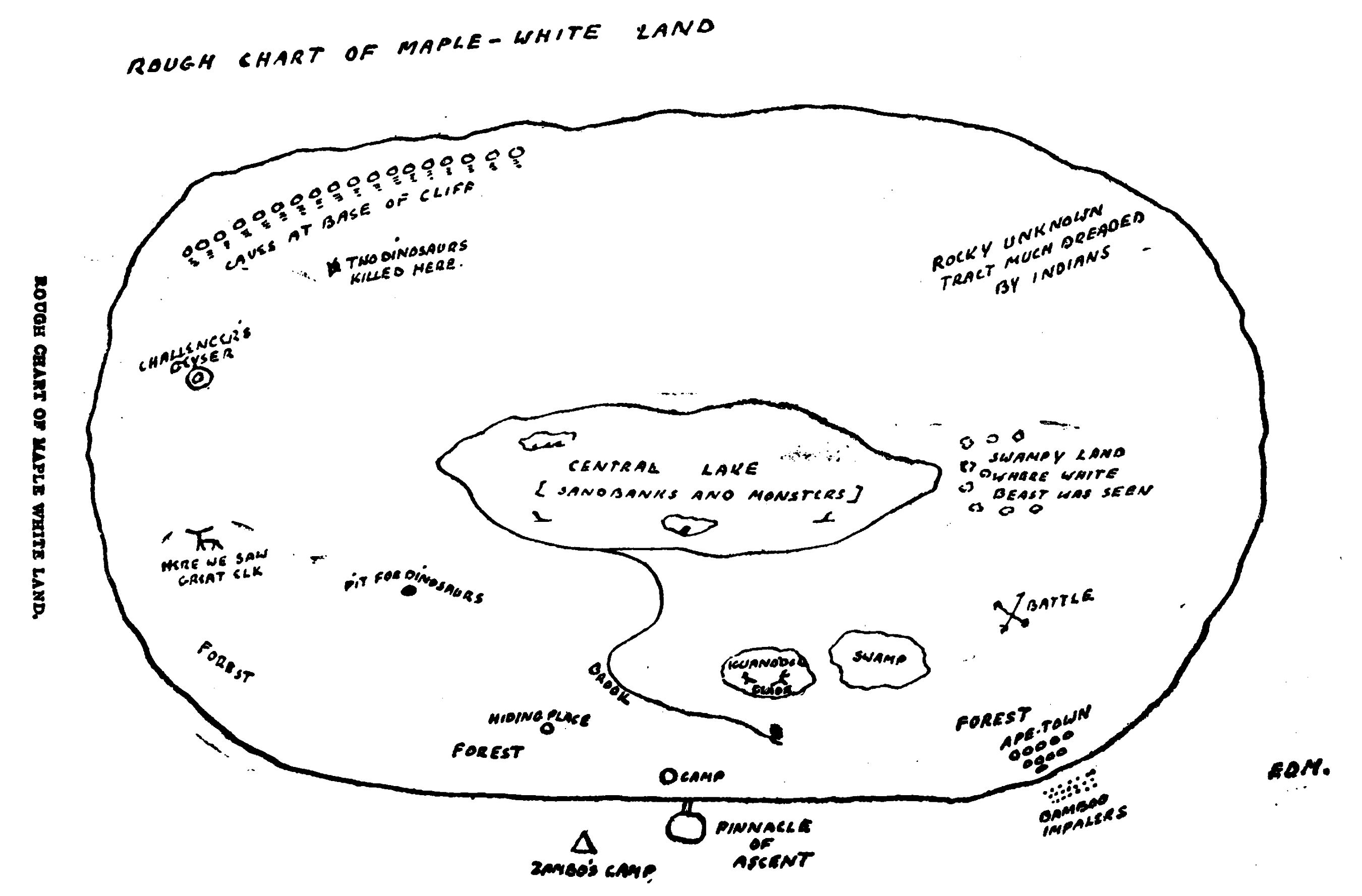
Mapa esquemático de la Tierra de Maple White, basada en la novela El mundo perdido de Arthur Conan Doyle.

Las minas del rey Salomón (1885) de H. Rider Haggard, es considerado a veces el primer relato de un mundo perdido. La novela de Haggard dio forma e influyó en las narrativas de mundos perdidos posteriores, incluyendo a Rudyard Kipling con El hombre que quiso ser rey (1888), Arthur Conan Doyle con El mundo perdido (1912), de Edgar Rice Burroughs  está La tierra olvidada por el tiempo (1918), Abraham Merritt con El estanque de la luna (1918), y a H.P. Lovecraft con En las montañas de la locura (1931).
Obras anteriores, como Vril: The Power of the Coming Race (1871) de Edward Bulwer-Lytton y de Samuel Butler, Erewhon (1872) utilizan una trama similar como vehículo para la sátira social swiftiana en lugar de aventura romántica. Otros ejemplos tempranos son los de Simon Tyssot de Patot y sus Voyages et Aventures de Jacques Massé (1710), que incluye una fauna y flora prehistórica, y de Robert Paltock The Life and Adventures of Peter Wilkins (1751), un viaje imaginario del siglo XVIII inspirado tanto por Defoe y Swift, donde un hombre llamado Peter Wilkins descubre una raza de seres alados en una isla aislada rodeada de altos acantilados como en la isla Caspak de Burroughs.

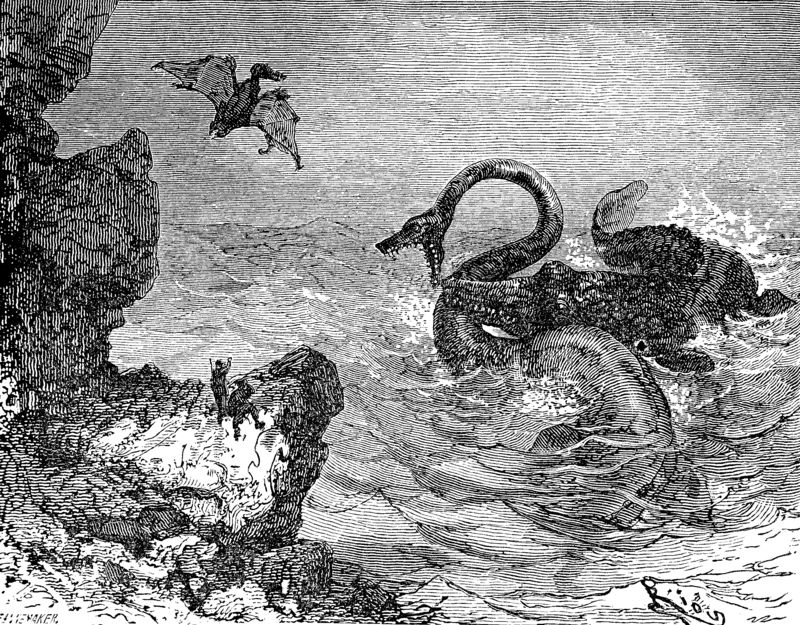
La monstruosa fauna prehistórica de Viaje al centro de la Tierra (1864) de Julio Verne (ilustración de Édouard Riou para la edición de 1864)

La novela de tierra hueca Symzonia; Voyage of Discovery (1820) de John Cleves Symmes Jr., también ha sido citada como la primera que habla en forma de un mundo perdido, y de Julio Verne Viaje al centro de la Tierra (1864) y El pueblo aéreo (1901) popularizaron el tema de los bolsones en donde habitaban supervivientes de especies prehistóricas.
J.-H. Rosny aîné publicaría más tarde The Amazing Journey of Hareton Ironcastle (1922), una novela donde una expedición descubre en el corazón de África una misteriosa zona con un ecosistema de otro mundo, con flora y fauna exóticas. De Edgar Allan Poe, La narración de Arthur Gordon Pym (1838) tiene ciertos elementos de mundos perdidos hacia el final de la historia.
Delos W. Lovelace publicó la novelización de la película King Kong (1933). Esta novela fue publicada en forma de serie en el Mystery Magazine en 1932 y en forma de libro poco antes del estreno de la película.
Horizontes perdidos (1933) de James Hilton disfrutó de un éxito popular en el uso del género como un despegue de la filosofía popular y comentario social. Introdujo el nombre de Shangri-La, un meme de la idealización del mundo perdido como un paraíso.
Libros similares, donde los habitantes del mundo perdido se consideran superiores a los de afuera, son Land under England (1935) de Joseph O'Neill,  y Jack Harding’s Quest (1939) de Douglas Valder Duff (1939).

## Ejemplos contemporáneos
El novelista estadounidense contemporáneo Michael Crichton invoca esta tradición en su novela Congo (1980), que consiste en la búsqueda de las minas del rey Salomón, legendarias por estar en una ciudad africana perdida llamada Zinj. En su novela El mundo perdido, continúa la trama de Parque Jurásico aplicando la idea del mundo perdido como un lugar donde se conservan especies extintas en el resto del mundo. Durante la década de 1990, James Gurney publicó una serie de novelas juveniles sobre una isla perdida llamada Dinotopia, en el que los humanos viven junto a los dinosaurios vivos.
El mundo perdido está presente en muchos otros medios de comunicación. En los videojuegos, está sobre todo presente en Tomb Raider y sus secuelas, y en la franquicia Uncharted. En las películas, la franquicia de Indiana Jones hace uso de conceptos similares. También cómics hacen uso de la idea, como Tierra Salvaje en Marvel Comics y Themyscira en DC comics.

## Entornos geográficos
Las novelas tempranas de mundos perdidos se establecían normalmente en partes del mundo que aún no habían sido exploradas por los europeos. Los lugares favoritos eran el interior de África (como es el caso de muchas de las novelas de Haggard, y las novelas de Tarzán de Burroughs) o tierra dentro de América del Sur (de Doyle El mundo perdido,de Merritt  The Face in the Abyss), así como de Asia Central (de Kipling El hombre que quiso ser rey, Ayesha de Haggard, de Merritt The Metal Monster, de Hilton Horizontes perdidos). En 1915, el científico ruso Vladímir Óbruchev produjo su propia versión de un mundo antediluviano en su novela Plutonia, que ubica a los dinosaurios y a otras especies del Jurásico en el subsuelo de Siberia.
Escritores posteriores favorecieron la Antártida, especialmente como refugio de especies prehistóricas. En Dian of the Lost Land (1935) de Edison Marshall , cromañones, neandertales y mamuts sobreviven en el "país del musgo ", un cálido rincón resguardado del continente. La novela de Dennis Wheatley The Man Who Missed the War (1945) también se ocupa de un área cálida y oculta en el continente, donde viven los seres humanos descendientes de la Atlántida. En Antarktos Rising (2007) de Jeremy Robinson, los dinosaurios y Nefilim emergen cuando se derrite la capa de hielo. Pym (2011) de Mat Johnson describe homínidos blancos gigantes que viven en cuevas de hielo. En The Mountains at the Bottom of the World (1972) de Ian Cameron relata como una población aislada de Paranthropus viven no en la Antártida, sino en los Andes del sur de Chile. Crusoe Warburton (1954), de Victor Wallace Germains, describe una isla lejana y pérdida al sur del Atlántico hacia el sur, donde habita un imperio preindustrial.
Según Allienne Becker, hubo una evolución lógica del subgénero mundo perdido al género romance planetario: "Cuando ya no había rincones inexplorados de nuestra tierra, los romances de Mundo Perdido se volvieron al espacio".